# Tournoi de tennis de Zagreb
Le tournoi de tennis de Zagreb (ou Internationaux Indoor de Croatie ou PBZ Zagreb Indoors) est un tournoi de tennis appartenant à la catégorie 250 Series du circuit ATP (masculin) et joué sur surface dure à Zagreb, en Croatie. 
Les grands joueurs croates ont marqué l'histoire du tournoi. Hormis en 2012 et 2015, toutes les éditions du tournoi ont vu au moins un Croate se qualifier pour la finale en simple. Goran Ivanišević a remporté les deux premières éditions en simple et la seconde en double, Ivan Ljubičić a atteint les trois finales suivantes avec un titre, Marin Čilić a lui remporté 4 fois le tournoi en simple, Mario Ančić a atteint une fois la finale et Ivan Dodig a remporté une fois le titre en simple et atteint deux fois la finale en double. Ivo Karlović n'a lui par contre pas dépassé les quarts de finale en 10 participations.

## Place dans le calendrier
- Deux éditions ont été organisées en 1996 et 1997 puis il a été déplacé à Split en 1998 avant de disparaître du calendrier l'année suivante.
- Neuf ans plus tard, en 2006, le tournoi réapparaît en remplacement du tournoi de Milan.
- En 2016, il est remplacé par le tournoi de Sofia.

## Palmarès messieurs

### Simple
| No | Date       | Nom et lieu du tournoi     | Catégorie      | Dotation       | Surface         | Vainqueur              | Finaliste      | Score           |                |
| -- | ---------- | -------------------------- | -------------- | -------------- | --------------- | ---------------------- | -------------- | --------------- | -------------- |
| 1  | 29-01-1996 | Croatian Indoors, Zagreb   | World Series   | 375 000 $      | Moquette (int.) | Goran Ivanišević       | Cédric Pioline | 3-6, 6-3, 6-2   |                |
| 2  | 27-01-1997 | Croatian Indoors, Zagreb   | World Series   | 375 000 $      | Moquette (int.) | Goran Ivanišević       | Greg Rusedski  | 7-64, 4-6, 7-66 |                |
|    | 1998-2005  | Pas de tournoi             | Pas de tournoi | Pas de tournoi | Pas de tournoi  | Pas de tournoi         | Pas de tournoi | Pas de tournoi  | Pas de tournoi |
| 3  | 30-01-2006 | PBZ Zagreb Indoors, Zagreb | Int' Series    | 355 000 $      | Moquette (int.) | Ivan Ljubičić          | Stefan Koubek  | 6-3, 6-4        | Tableau        |
| 4  | 29-01-2007 | PBZ Zagreb Indoors, Zagreb | Int' Series    | 391 000 $      | Moquette (int.) | Márcos Baghdatís       | Ivan Ljubičić  | 7-64, 4-6, 6-4  | Tableau        |
| 5  | 25-02-2008 | PBZ Zagreb Indoors, Zagreb | Int' Series    | 349 000 €      | Dur (int.)      | Serhiy Stakhovsky      | Ivan Ljubičić  | 7-5, 6-4        | Tableau        |
| 6  | 02-02-2009 | PBZ Zagreb Indoors, Zagreb | ATP 250        | 398 250 €      | Dur (int.)      | Marin Čilić            | Mario Ančić    | 6-3, 6-4        | Tableau        |
| 7  | 01-02-2010 | PBZ Zagreb Indoors, Zagreb | ATP 250        | 398 250 €      | Dur (int.)      | Marin Čilić            | Michael Berrer | 6-4, 65-7, 6-3  | Tableau        |
| 8  | 31-01-2011 | PBZ Zagreb Indoors, Zagreb | ATP 250        | 398 250 €      | Dur (int.)      | Ivan Dodig             | Michael Berrer | 6-3, 6-4        | Tableau        |
| 9  | 30-01-2012 | PBZ Zagreb Indoors, Zagreb | ATP 250        | 398 250 €      | Dur (int.)      | Mikhail Youzhny        | Lukáš Lacko    | 6-2, 6-3        | Tableau        |
| 10 | 04-02-2013 | PBZ Zagreb Indoors, Zagreb | ATP 250        | 410 200 €      | Dur (int.)      | Marin Čilić            | Jürgen Melzer  | 6-3, 6-1        | Tableau        |
| 11 | 03-02-2014 | PBZ Zagreb Indoors, Zagreb | ATP 250        | 426 605 €      | Dur (int.)      | Marin Čilić            | Tommy Haas     | 6-3, 6-4        | Tableau        |
| 12 | 02-02-2015 | PBZ Zagreb Indoors, Zagreb | ATP 250        | 439 405 €      | Dur (int.)      | Guillermo García-López | Andreas Seppi  | 7-64, 6-3       | Tableau        |

### Double
| No | Date       | Nom et lieu du tournoi     | Catégorie      | Dotation       | Surface         | Vainqueurs                        | Finalistes                         | Score             |                |
| -- | ---------- | -------------------------- | -------------- | -------------- | --------------- | --------------------------------- | ---------------------------------- | ----------------- | -------------- |
| 1  | 29-01-1996 | Croatian Indoors, Zagreb   | World Series   | 375 000 $      | Moquette (int.) | Menno Oosting Libor Pimek         | Martin Damm Hendrik Jan Davids     | 6-3, 7-6          |                |
| 2  | 27-01-1997 | Croatian Indoors, Zagreb   | World Series   | 375 000 $      | Moquette (int.) | Saša Hiršzon Goran Ivanišević     | Mark Keil Brent Haygarth           | 6-4, 6-3          |                |
|    | 1998-2005  | Pas de tournoi             | Pas de tournoi | Pas de tournoi | Pas de tournoi  | Pas de tournoi                    | Pas de tournoi                     | Pas de tournoi    | Pas de tournoi |
| 3  | 30-01-2006 | PBZ Zagreb Indoors, Zagreb | Int' Series    | 355 000 $      | Moquette (int.) | Jaroslav Levinský Michal Mertiňák | Davide Sanguinetti Andreas Seppi   | 7-67, 6-1         | Tableau        |
| 4  | 29-01-2007 | PBZ Zagreb Indoors, Zagreb | Int' Series    | 391 000 $      | Moquette (int.) | Michael Kohlmann Alexander Waske  | František Čermák Jaroslav Levinský | 7-65, 4-6, [10-5] | Tableau        |
| 5  | 25-02-2008 | PBZ Zagreb Indoors, Zagreb | Int' Series    | 349 000 €      | Dur (int.)      | Paul Hanley Jordan Kerr           | Christopher Kas Rogier Wassen      | 6-3, 3-6, [10-8]  | Tableau        |
| 6  | 02-02-2009 | PBZ Zagreb Indoors, Zagreb | ATP 250        | 398 250 €      | Dur (int.)      | Martin Damm Robert Lindstedt      | Christopher Kas Rogier Wassen      | 6-4, 6-3          | Tableau        |
| 7  | 01-02-2010 | PBZ Zagreb Indoors, Zagreb | ATP 250        | 398 250 €      | Dur (int.)      | Jürgen Melzer Philipp Petzschner  | Arnaud Clément Olivier Rochus      | 3-6, 6-3, [10-8]  | Tableau        |
| 8  | 31-01-2011 | PBZ Zagreb Indoors, Zagreb | ATP 250        | 398 250 €      | Dur (int.)      | Dick Norman Horia Tecău           | Marcel Granollers Marc López       | 6-3, 6-4          | Tableau        |
| 9  | 30-01-2012 | PBZ Zagreb Indoors, Zagreb | ATP 250        | 398 250 €      | Dur (int.)      | Márcos Baghdatís Mikhail Youzhny  | Ivan Dodig Mate Pavić              | 6-2, 6-2          | Tableau        |
| 10 | 04-02-2013 | PBZ Zagreb Indoors, Zagreb | ATP 250        | 410 200 €      | Dur (int.)      | Julian Knowle Filip Polášek       | Ivan Dodig Mate Pavić              | 6-3, 6-3          | Tableau        |
| 11 | 03-02-2014 | PBZ Zagreb Indoors, Zagreb | ATP 250        | 426 605 €      | Dur (int.)      | Jean-Julien Rojer Horia Tecău     | Philipp Marx Michal Mertiňák       | 3-6, 6-4, [10-2]  | Tableau        |
| 12 | 02-02-2015 | PBZ Zagreb Indoors, Zagreb | ATP 250        | 439 405 €      | Dur (int.)      | Marin Draganja Henri Kontinen     | Fabrice Martin Purav Raja          | 6-4, 6-4          | Tableau        |